# Коктем
Кокте́м (каз. Көктем) — село у складі Аральського району Кизилординської області Казахстану. Входить до складу Сапацького сільського округу.
Населення — 229 осіб (2021; 247 у 2009, 306 у 1999, 358 у 1989).